# 우연정
우연정(한국 한자: 禹演征, 한국 한자: 禹延貞, 한국 한자: 禹演政, 한국 한자: 禹然貞, 본명: 박희자 한국 한자: 朴希子, 1949년 4월 17일 ~ )은 대한민국의 배우, 복지기관 종사자이다. 본명은 박희자이다. 딸 민들레(윤은영), 민나리, 민세비가 있다.

## 생애
전라북도 전주에서 태어났다. 1971년 영화 사랑을 빌립시다로 데뷔했다. 1981년 제20회 대종상 영화제 특별상을 받았다. 한국장애인복지체육회 이사, 한국장애인복지신문사 부이사장을 지냈다.

## 가족
- 딸 윤은영(1984년 생, 탤런트, 본명 민들레)
- 딸 민나리
- 딸 민세비(1988년 생, 영화배우, 본명 민비)

## 기타
- 1980년 골수암 판정을 받았고, 다리를 절단해야 했다.
- 2011년 뇌졸중으로 쓰러졌다가 다시 일어났다.